# Senior Military Assistant to the Secretary of Defense
Der Senior Military Assistant to the Secretary of Defense (deutsch etwa militärischer Seniorassistent des US-Verteidigungsministers) ist eine Dienststellung der US-Streitkräfte, die durch einen Lieutenant General oder Vice Admiral besetzt wird.
Der Senior Military Assistant unterstützt und berät den US-Verteidigungsminister und ist dessen prinzipieller Verbindungsoffizier im Verteidigungsministerium und unter anderem gegenüber dem Kongress der Vereinigten Staaten und den Joint Chiefs of Staff. Der Posten setzt die Nominierung des US-Präsidenten sowie die Zustimmung des Armed Services Committee des US-Senats voraus.
Die Nähe und persönliche Auswahl durch den Verteidigungsminister war und ist oft ein sicherer Weg zu einer höheren Verwendung als General bzw. Admiral.

## Liste derSenior Military Assistants
| Senior Military Assistant | Senior Military Assistant                  | Amtszeit           | Amtszeit           | Teilstreitkraft   | Verteidigungsminister            | Quelle               |
| Portrait                  | Name                                       | Beginn             | Ende               | Teilstreitkraft   | Verteidigungsminister            | Quelle               |
| ------------------------- | ------------------------------------------ | ------------------ | ------------------ | ----------------- | -------------------------------- | -------------------- |
|                           | Major General Colin Powell                 | Juli 1983          | Juni 1986          | U.S. Army         | Caspar Weinberger                | -                    |
|                           | Vice Admiral Donald S. Jones               | Juni 1986          | Januar 1987        | U.S. Navy         | Caspar Weinberger Frank Carlucci | [ 1 ]                |
|                           | Major General Gordon E. Fornell            | Januar 1987        | September 1988     | U.S. Air Force    | Frank Carlucci                   | [ 2 ]                |
|                           | Rear Admiral (lower half) William A. Owens | Juli 1988          | August 1990        | U.S. Navy         | Frank Carlucci Dick Cheney       | [ 3 ]                |
|                           | Rear Admiral (lower half) Thomas J. Lopez  | August 1990        | Mai 1992           | U.S. Navy         | Dick Cheney                      | [ 4 ]                |
|                           | Major General John P. Jumper               | Mai 1992           | Februar 1994       | U.S. Air Force    | Les Aspin                        | [ 5 ] [ 6 ]          |
|                           | Major General Paul J. Kern                 | März 1994          | Juni 1996          | U.S. Army         | William Perry                    | [ 7 ] [ 8 ]          |
|                           | Major General Randolph W. House            | Juni 1996          | Januar 1997        | U.S. Army         | William Perry                    | [ 9 ] [ 10 ] [ 11 ]  |
|                           | Lieutenant General James L. Jones          | Januar 1997        | Mai 1999           | U.S. Marine Corps | William Cohen                    | [ 12 ] [ 13 ] [ 14 ] |
|                           | Vice Admiral Gregory G. Johnson            | Mai 1999           | October 2000       | U.S. Navy         | William Cohen                    | -                    |
|                           | Rear Admiral (lower half) Deborah Loewer   | Oktober 2000       | 2001               | U.S. Navy         | William Cohen                    | -                    |
|                           | Vice Admiral Edmund P. Giambastiani        | 2001               | August 2002        | U.S. Navy         | William Cohen Donald Rumsfeld    | -                    |
|                           | Lieutenant General Bantz J. Craddock       | August 2002        | Juli 2004          | U.S. Army         | Donald Rumsfeld                  | -                    |
|                           | Vice Admiral James G. Stavridis            | Juli 2004          | August 2006        | U.S. Navy         | Donald Rumsfeld                  | -                    |
|                           | Lieutenant General Victor E. Renuart Jr.   | August 2006        | Februar 2007       | U.S. Air Force    | Robert Gates                     | [ 15 ]               |
|                           | Lieutenant General Peter W. Chiarelli      | März 2007          | August 2008        | U.S. Army         | Robert Gates                     | -                    |
|                           | Lieutenant General David M. Rodriguez      | August 2008        | Juni 2009          | U.S. Army         | Robert Gates                     | -                    |
|                           | Vice Admiral Joseph D. Kernan              | Juni 2009          | April 2011         | U.S. Navy         | Robert Gates                     | -                    |
|                           | Lieutenant General John F. Kelly           | April 2011         | August 2012        | U.S. Marine Corps | Robert Gates Leon Panetta        | -                    |
|                           | Lieutenant General Thomas D. Waldhauser    | August 2012        | September 2013     | U.S. Marine Corps | Leon Panetta Chuck Hagel         | -                    |
|                           | Lieutenant General Robert B. Abrams        | September 2013     | 24. Juni 2015      | U.S. Army         | Chuck Hagel Ash Carter           | -                    |
|                           | Lieutenant General Ronald F. Lewis         | 24. Juni 2015      | 12. November 2015  | U.S. Army         | Ash Carter                       | [ 16 ] [ 17 ]        |
|                           | Brigadier General Eric M. Smith            | ~7. Januar 2016    | ~23. Juni 2017     | U.S. Marine Corps | Ash Carter Jim Mattis            | [ 18 ] [ 19 ]        |
|                           | Vice Admiral Craig S. Faller               | ~23. Juni 2017     | ~1. September 2018 | U.S. Navy         | Jim Mattis                       | [ 20 ]               |
|                           | Lieutenant General George W. Smith Jr.     | ~1. September 2018 | 12. August 2019    | U.S. Marine Corps | Jim Mattis Mark Esper            | [ 21 ]               |
|                           | Lieutenant General Bryan P. Fenton         | 12. August 2019    | 3. Juni 2021       | U.S. Army         | Mark Esper Lloyd Austin          | [ 22 ]               |
|                           | Lieutenant General Randy A. George         | 3. Juni 2021       | ~7. Juli 2022      | U.S. Army         | Lloyd Austin                     | [ 23 ]               |
|                           | Lieutenant General Ronald P. Clark         | ~7. Juli 2022      | 1. Oktober 2024    | U.S. Army         | Lloyd Austin                     | [ 24 ]               |
|                           | Lieutenant General Jennifer Short          | 1. Oktober 2024    | 22. Februar 2025   | U.S. Air Force    | Lloyd Austin Pete Hegseth        | [ 26 ]               |
|                           | Lieutenant General Christopher LaNeve      | seit April 2025    | seit April 2025    | U.S. Army         | Pete Hegseth                     |                      |